# Kotrčiná Lúčka
Kotrčiná Lúčka (bis 1927 slowakisch „Kotrč Lúčka“; ungarisch Kaszarét – bis 1907 Kotrcslúcska beziehungsweise Kotrcslucska) ist eine Gemeinde im Norden der Slowakei mit 695 Einwohnern (Stand 31. Dezember 2024) im Okres Žilina, einem Kreis des Žilinský kraj.

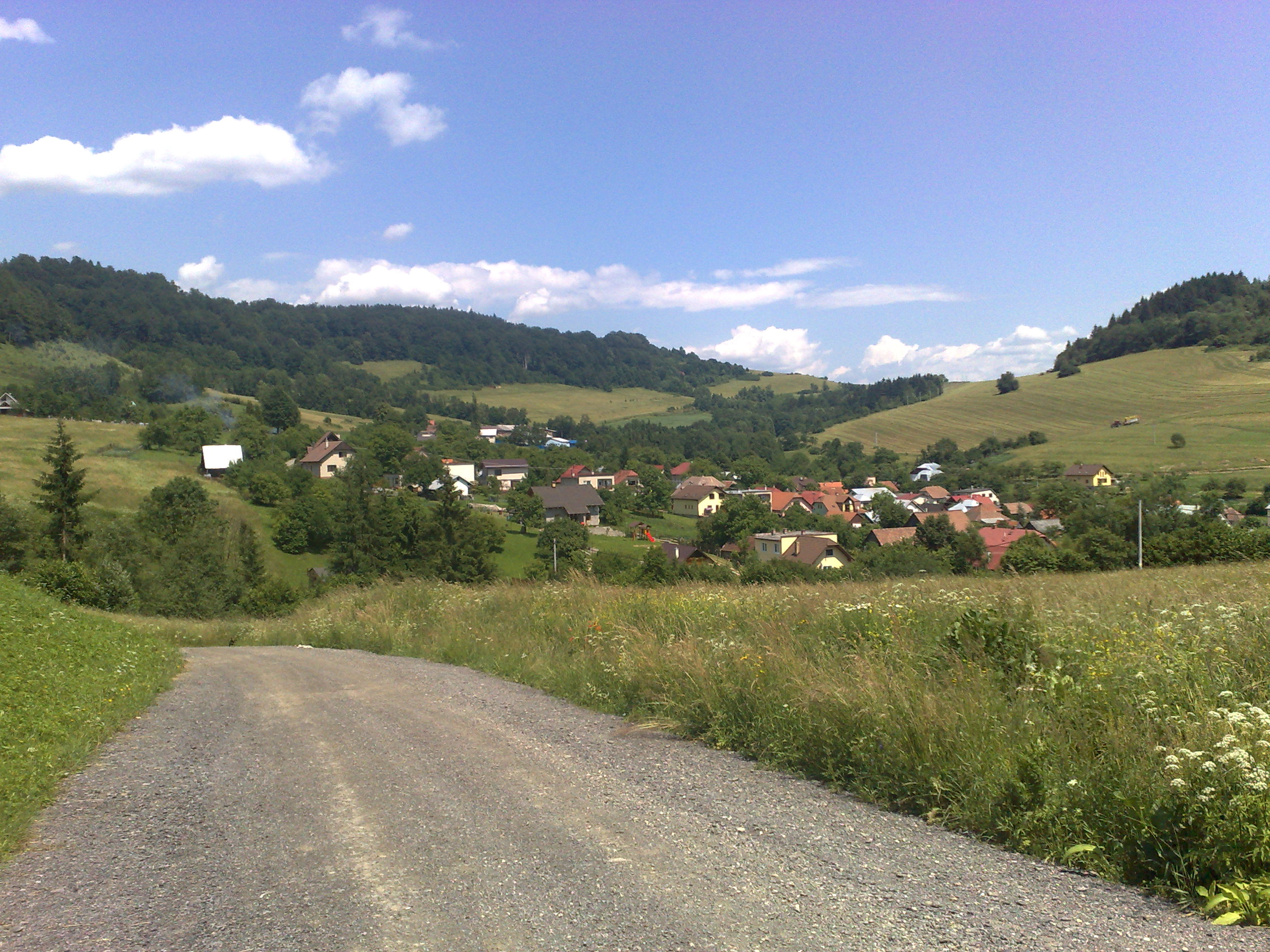

## Geographie
Die Gemeinde befindet sich im Quellbereich des Baches Kotrčiná in einem kleinen Kessel am Südrand des Berglands Kysucká vrchovina. Das Ortszentrum liegt auf einer Höhe von 560 m n.m. und ist 13 Kilometer von Žilina entfernt.
Nachbargemeinden sind Dolný Vadičov im Norden, Horný Vadičov im Osten, Nededza und Teplička nad Váhom im Süden und Žilina (Stadtteil Zástranie) im Westen.

## Geschichte
Kotrčiná Lúčka wurde zum ersten Mal 1439 als Kothorchyna Luchka schriftlich erwähnt und trägt den Namen des Gründers und Erbrichters Kotrš (in zeitgenössischen Quellen Kotus), eines Silleiner Bürgers. Das Dorf gehörte zum Herrschaftsgebiet der Burg Varín. 1469 hieß der Ort Luczka und bestand aus 11 Häusern. 1784 wohnten in Kotrčiná Lúčka insgesamt 186 Einwohner in 35 Familien, das Dorf gehörte zur Pfarrei von Teplička. 1828 zählte man 38 Häuser und 271 Einwohner, die überwiegend als Landwirte beschäftigt waren.
Bis 1918 gehörte der im Komitat Trentschin liegende Ort zum Königreich Ungarn und kam danach zur Tschechoslowakei beziehungsweise heute Slowakei.

## Bevölkerung
| Jahr                | 1994 | 2004    | 2014    | 2024     |
| ------------------- | ---- | ------- | ------- | -------- |
| Anzahl der Personen | 383  | 404     | 444     | 695      |
| Unterschied         |      | +5,48 % | +9,90 % | +56,53 % |

| Jahr                | 2023 | 2024    |
| ------------------- | ---- | ------- |
| Anzahl der Personen | 676  | 695     |
| Unterschied         |      | +2,81 % |

Gemäß der Volkszählung 2011 wohnten in Kotrčiná Lúčka 428 Einwohner, davon 427 Slowaken. Ein Einwohner gab eine andere Ethnie an.
398 Einwohner bekannten sich zur römisch-katholischen Kirche und zwei Einwohner zur Evangelischen Kirche A. B. 15 Einwohner waren konfessionslos und bei 13 Einwohnern wurde die Konfession nicht ermittelt.